# Бівіль
Біві́ль (фр. Biville) — колишній муніципалітет у Франції, у регіоні Нормандія, департамент Манш. Населення — 572 осіб (2011).
Муніципалітет був розташований на відстані близько 320 км на захід від Парижа, 120 км на північний захід від Кана, 80 км на північний захід від Сен-Ло.

## Історія
До 2015 року муніципалітет перебував у складі регіону Нижня Нормандія. Від 1 січня 2016 року належав до нового об'єднаного регіону Нормандія.
1 січня 2017 року Бівіль, Аквіль, Одервіль, Бомон-Аг, Бранвіль-Аг, Дігюльвіль, Екюльвіль, Флоттманвіль-Аг, Гревіль-Аг, Еркевіль, Жобур, Омонвіль-ла-Петіт, Омонвіль-ла-Рог, Сент-Круа-Аг, Сен-Жермен-де-Во, Тонневіль, Юрвіль-Накевіль, Ватвіль i Вовіль було об'єднано в новий муніципалітет Ла-Аг.

## Демографія
Динаміка населення (INSEE ):
Розподіл населення за віком та статтю (2006):
| Стать | Всього | До 15 років | 15-24 | 25-44 | 45-64 | 65-85 | Понад 85 |
| --- | ------ | ----------- | ----- | ----- | ----- | ----- | -------- |
| Чоловіки | 239    | 63          | 41    | 78    | 49    | 4     | 4        |
| Жінки | 264    | 74          | 29    | 91    | 54    | 12    | 4        |
| \| Статево-вікова піраміда \| Статево-вікова піраміда \| Статево-вікова піраміда \| \| ----------------------- \| ----------------------- \| ----------------------- \| \| Чоловіки \| Вік \| Жінки \| \| 4 \| 85 + \| 4 \| \| 0 \| 80-84 \| 4 \| \| 0 \| 75-79 \| 4 \| \| 0 \| 70-74 \| 4 \| \| 4 \| 65-69 \| 0 \| \| 12 \| 60-64 \| 12 \| \| 12 \| 55-59 \| 8 \| \| 8 \| 50-54 \| 17 \| \| 17 \| 45-49 \| 17 \| \| 37 \| 40-44 \| 17 \| \| 8 \| 35-39 \| 33 \| \| 21 \| 30-34 \| 33 \| \| 12 \| 25-29 \| 8 \| \| 4 \| 20-24 \| 12 \| \| 37 \| 15-20 \| 17 \| \| 17 \| 10-14 \| 12 \| \| 25 \| 5-9 \| 25 \| \| 21 \| 0-4 \| 37 \| |        |             |       |       |       |       |          |
| Статево-вікова піраміда |        |             |       |       |       |       |          |
| Чоловіки | Вік    | Жінки       |       |       |       |       |          |
| 4 | 85 +   | 4           |       |       |       |       |          |
| 0 | 80-84  | 4           |       |       |       |       |          |
| 0 | 75-79  | 4           |       |       |       |       |          |
| 0 | 70-74  | 4           |       |       |       |       |          |
| 4 | 65-69  | 0           |       |       |       |       |          |
| 12 | 60-64  | 12          |       |       |       |       |          |
| 12 | 55-59  | 8           |       |       |       |       |          |
| 8 | 50-54  | 17          |       |       |       |       |          |
| 17 | 45-49  | 17          |       |       |       |       |          |
| 37 | 40-44  | 17          |       |       |       |       |          |
| 8 | 35-39  | 33          |       |       |       |       |          |
| 21 | 30-34  | 33          |       |       |       |       |          |
| 12 | 25-29  | 8           |       |       |       |       |          |
| 4 | 20-24  | 12          |       |       |       |       |          |
| 37 | 15-20  | 17          |       |       |       |       |          |
| 17 | 10-14  | 12          |       |       |       |       |          |
| 25 | 5-9    | 25          |       |       |       |       |          |
| 21 | 0-4    | 37          |       |       |       |       |          |

## Економіка
2010 року серед 370 осіб працездатного віку (15—64 років) 287 були активними, 83 — неактивними (показник активності 77,6%, у 1999 році було 73,4%). З 287 активних мешканців працювала 271 особа (140 чоловіків та 131 жінка), безробітними було 16 (9 чоловіків та 7 жінок). Серед 83 неактивних 30 осіб було учнями чи студентами, 26 — пенсіонерами, 27 були неактивними з інших причин.

У 2010 році в муніципалітеті числилось 195 оподаткованих домогосподарств, у яких проживали 560,0 особи, медіана доходів виносила 17 467 євро на одного особоспоживача